# Jinhua
Jinhua (chiń. 金华; pinyin Jīnhuá) – miasto o statusie prefektury miejskiej we wschodnich Chinach, w prowincji Zhejiang. W 2010 roku liczba mieszkańców miasta wynosiła 141 552. Prefektura miejska w 1999 roku liczyła 4 443 328 mieszkańców.